# Konkret konst
För andra betydelser, se Konkret.

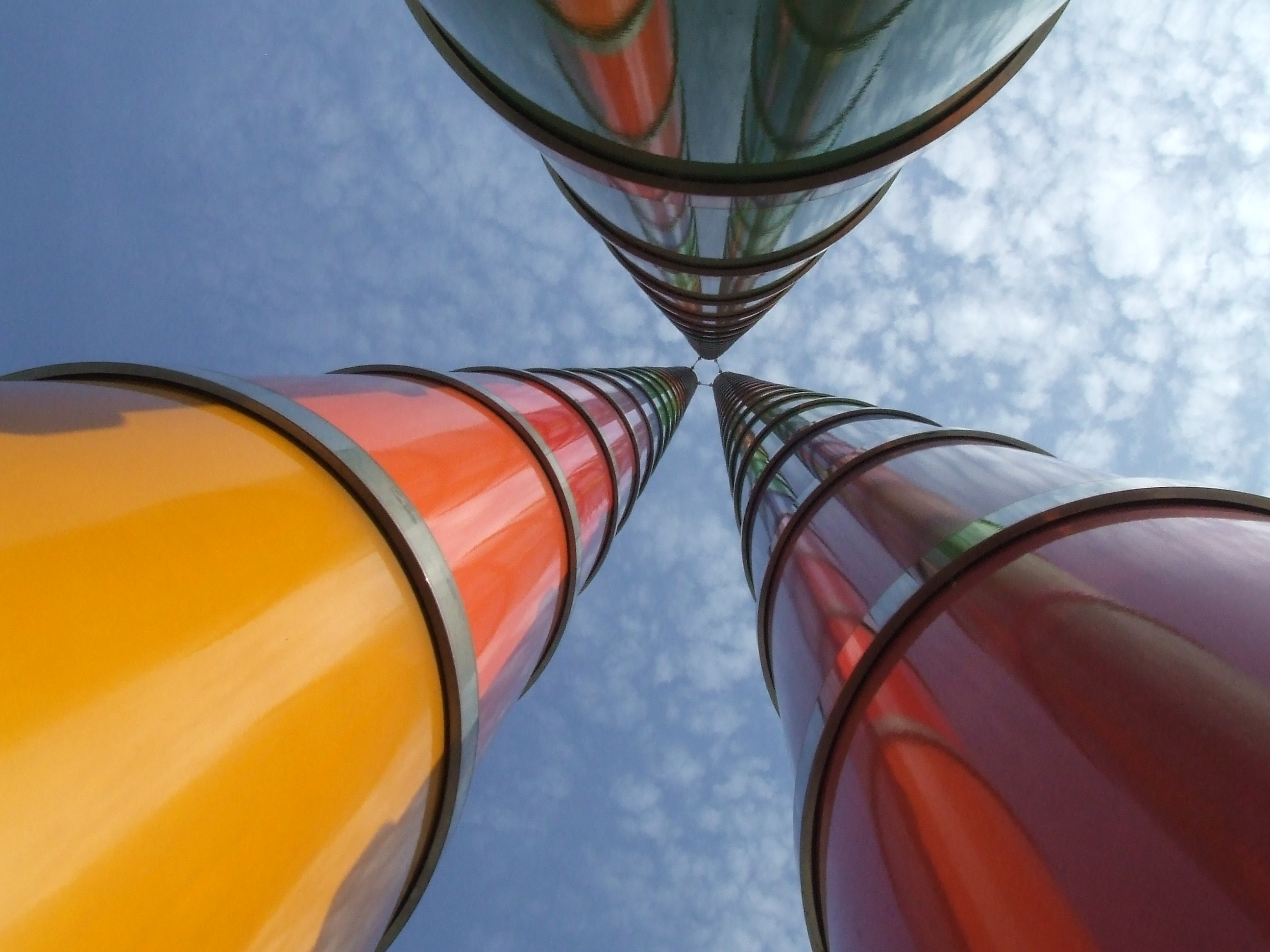
Max Bill: Bildsaeulen-Dreiergruppe-Sky

Konkret konst, även kallad konkretism eller på franska Art Concret.

## Begrepp
Termen konkret konst syftar på konstverk, som har utvecklats ur sina egna, naturliga resurser och lagar och därmed är autonoma, det vill säga ej avhängiga en abstraktionsprocess. Konstverket blir sin egen konkreta verklighet och inte en abstraktion. Den konkreta konsten är befriad från alla föreställande och symboliska inslag. 

### Avgränsning mot den abstrakta konsten
Konkret måleri, inte abstrakt, eftersom ingenting är konkretare eller verkligare än en linje, en färg, en yta.. (Ur tidskriften Art Concret)
Begreppet konkret konst används för att särskilja denna stil från den abstrakta konsten, som utan att till synes avbilda verkligheten dock genom renodling, abstraktion, hämtat sina former ur naturen. 
Utan hänsyn till den konkreta respektive den abstrakta konstens teoretiska åtskillnad har ibland termerna konkret och abstrakt konst använts synonymt, vilket bidragit till begreppsförvirring.

### Nonfigurativ konst
Vasilij Kandinskij kom senare att ersätta benämningen konkret konst med nonfigurativ konst.

## Historia

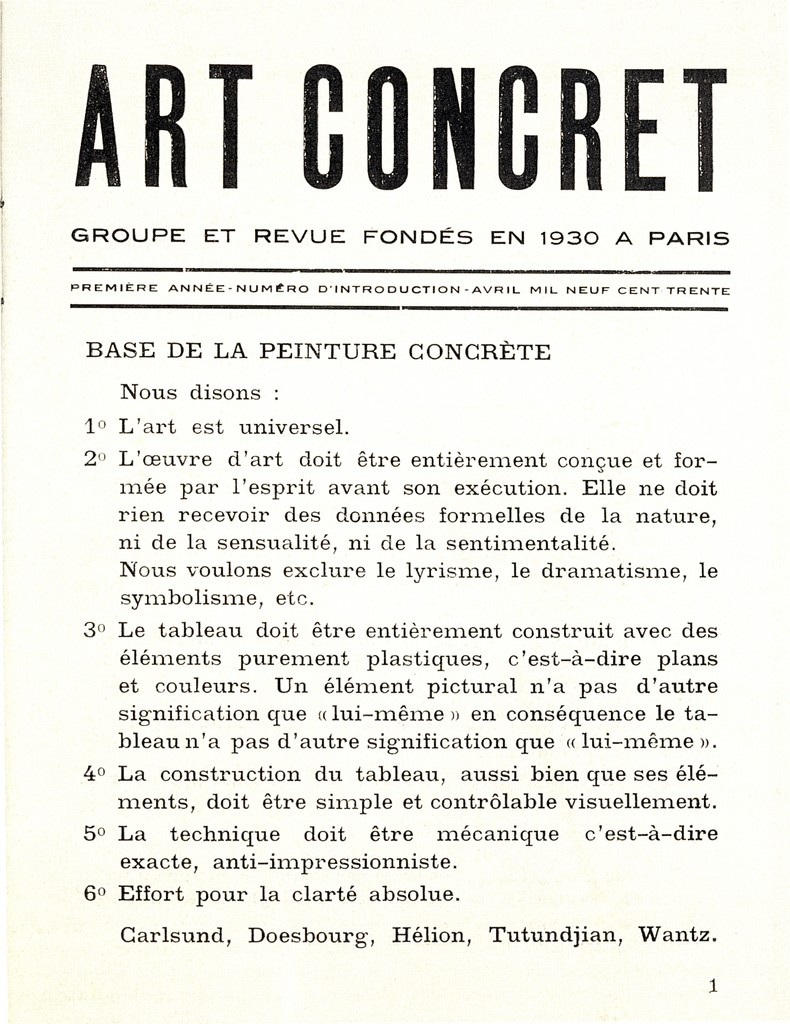
Gruppens Manifest

Begreppet konkret konst anses ha införts av Theo van Doesburg som 1930, tillsammans med Otto G. Carlsund och andra unga konstnärer, grundade gruppen Art concret på neoplasticistisk grund. Man antar att van Doesburg varit tongivande vid definitionen av gruppens manifest och andra texter.
Art Concret-gruppen upplöstes snart, men den konkreta konsten fortsatte i Frankrike, Schweiz, Argentina, Brasilien, och USA. I Sverige utövades konkret konst under 1940-talets andra hälft av en stockholmsgrupp med Olle Bonniér, Pierre Olofsson och Lennart Rodhe som ledande krafter.

### Utvecklingslinjer
- Den konkreta konsten övergick i flera av efterkrigstidens konstriktningar som opkonst, rörlig konst och minimalism.[1]
- Flera konkretister blev också framgångsrika industridesigners och grafiska formgivare, exempelvis Max Bill[3] och Anton Stankowski.